# Pseudoplanodes aurovilliusi
Pseudoplanodes aurovilliusi là một loài bọ cánh cứng trong họ Cerambycidae.